# Michael Müller
Michael Müller (Berlín Oeste, 9 de diciembre de 1964) es un empresario y político alemán, miembro del Partido Socialdemócrata de Alemania (SPD). Fue alcalde de Berlín desde el 11 de diciembre de 2014 hasta el 21 de diciembre de 2021, y actualmente se desempeña como diputado del Bundestag.

## Biografía
Entre 2001-2011, Müller ejerció como presidente estatal del SPD y entre 2011-2014 ejerció como ministro de Desarrollo Urbano y Medio Ambiente. Anteriormente, fue presidente del grupo parlamentario del SPD en la Cámara de Representantes de Berlín, de la cual es miembro desde 1996. 
El 29 de agosto de 2014 Müller presentó su candidatura a alcalde para la sucesión de Klaus Wowereit, quien había anunciado su renuncia el 26 de agosto de 2014. En una votación donde participaron los miembros del SPD Berlín el 18 de octubre de 2014, Müller venció al presidente regional Jan Stoss y al miembro de la Cámara de Representantes, Raed Saleh, por mayoría absoluta. Llegó al 59,11 % de los votos. Sucedió a Wowereit a partir del 11 de diciembre de 2014, fecha en que fue ratificado  alcalde con 87 votos a favor, 58 en contra y una abstención por el parlamento.
Fue reelegido como alcalde tras las elecciones estatales de Berlín de 2016.
El 1 de noviembre de 2017 asumió como presidente del Bundesrat de Alemania, desempeñando el cargo hasta el 31 de octubre de 2018.
En 2020, Müller anunció su intención de dejar la política berlinesa y postularse a las elecciones federales de 2021, en las que fue elegido diputado del Bundestag por la circunscripción de Berlin Charlottenburg – Wilmersdorf. Actualmente, Müller forma parte del Comité de Relaciones Exteriores del Bundestag.
Ha sido miembro del SPD desde 1981. Está casado y tiene dos hijos.